# Outwitting Dad
Outwitting Dad is een Amerikaanse filmkomedie uit 1914 waarin Oliver Hardy voor het eerst in beeld te zien is. De stomme film duurt ongeveer 10 minuten.

## Spelers
| Acteur           | Personage   | Nota                     |
| ---------------- | ----------- | ------------------------ |
| Oliver Hardy     | Reggie Kewp | vermeld als "O.N. Hardy" |
| Billy Bowers     | mr. Gross   |                          |
| Raymond McKee    | Bob Kewp    |                          |
| Frances Ne Moyer | Lena Gross  |                          |